# Jamnagar
Jamnagar (gujarati: જામનગર) är en stad i den indiska delstaten Gujarat och är centralort i ett distrikt med samma namn. Folkmängden beräknades till cirka 635 000 invånare 2018. Staden byggdes i huvudsak upp under maharadjan Kumar Shri Ranjitsinhji under 1920-talet, och var under denna tid känd som Nawanagar. 